# Francesch Matheu
Francesch Matheu y Fornells (Barcelona, 1851-San Antonio Vilamajor, 1938) fue un escritor español, vinculado a la Renaixença catalana.

## Biografía
Nieto de indianos, era hijo de un abogado que residía en Barcelona desde 1851.

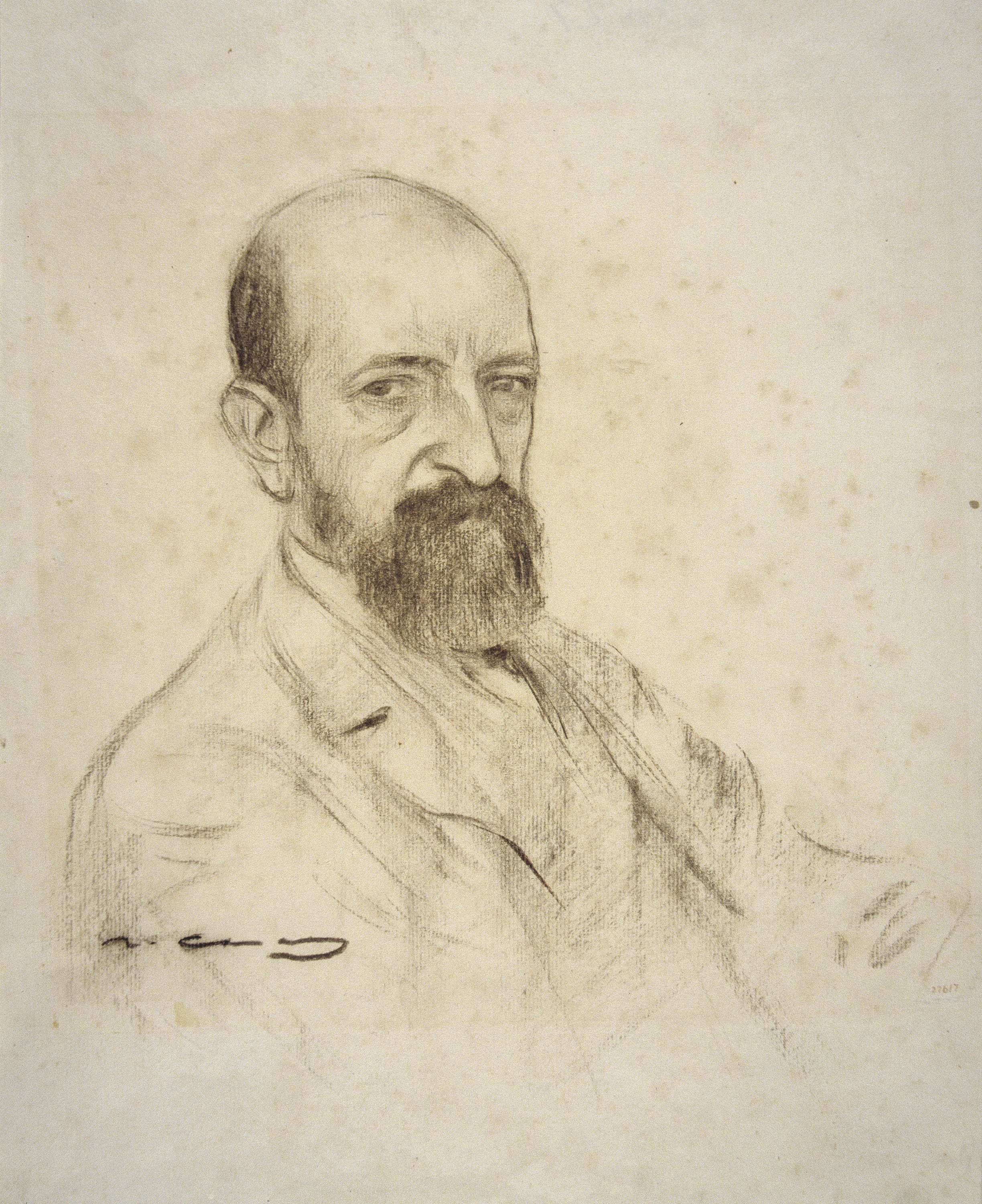
Matheu visto por Ramón Casas (MNAC).

Matheu, adscrito desde muy joven al movimiento catalanista, fue uno de los fundadores de la sociedad la Jove Catalunya en 1870, dentro de la cual desplegó una actividad pública extraordinaria. Desde 1871 intervino en la organización de los Juegos Florales, y en 1873 ganó un segundo accessit y posteriormente cinco premios ordinarios, tres extraordinarios y varios accessits más. Fue nombrado Maestro en Gayo Saber (Mestre en Gay Saber en catalán) en 1897, mantenedor en 1880, 1881, 1899, 1908, 1919, 1925 y 1933, y presidente en 1902. También presidió el consejo directivo de 1910 a 1935 y fue miembro de la Real Academia de las Buenas Letras de Barcelona. Participó igualmente en las asambleas de la Unió Catalanista.
Durante la Primera Guerra Mundial fue un decidido aliadófilo, fomentando numerosos actos de amistad franco-catalana, por lo que en 1920 le fue concedida la Cruz de la Legión de Honor. En 1914 presidió el Orfeón Catalán y en 1910 el Ateneo Barcelonés. 
Como editor, en 1870 se encargó de La Gramalla y en 1884 fundó la Editorial Catalana, donde publicó las obras de Marian Aguiló, Emili Vilanova, Jacinto Verdaguer y Miguel Costa y Llobera. Se le identifica como un representante del espíritu tradicional de la Renaixença.
Contrario a las innovaciones de Pompeu Fabra, era partidario de escribir en «el catalán que se habla» y se opuso a aceptar las normas gramaticales del Instituto de Estudios Catalanes. Por ello siguió empleando la ch final, la conjunción y, y el artículo lo, entre otras cosas. Debido a su negativa a aceptar los cambios, mantuvo intensas polémicas con los innovadores. Conocido popularmente como lo Matheu, el fabrista Josep Carner llegaría a decir de él «Lo Matheu, no... Matheu-lo!» (juego de palabras en el que "mateu-lo" significa "matadlo").
El fondo personal de Francesch Matheu se conserva en la Biblioteca de Cataluña.

## Obras
- Cansons alegres de un fadrí festejador (1878)
- Lo reliquiari (1878)
- La copa. Brindis y cansons(1883),
- Poesias (1899)